# مضارع
مضارع در لغت به معنای «مانند شونده» و صیغه‌ای از فعل که معمولاً به زمان حال یا آینده دلالت کند.
مضارع ساده از بن مضارع و شناسه ساخته می‌شود.
- مضارع فعلی است که انجام گرفتن کار یا رخ دادن حالتی را در زمان حال بیان میکند.

| شخص          | بن مضارع | شناسه | بن مضارع ساده |
| ------------ | -------- | ----- | ------------- |
| اول شخص مفرد | خور      | –′م   | خورم          |
| دوم شخص مفرد | خور      | –‌ی    | خوری          |
| سوم شخص مفرد | خور      | –′‌د   | خورد          |
| اول شخص جمع  | خور      | –‌یم   | خوریم         |
| دوم شخص جمع  | خور      | -‌ید   | خورید         |
| سوم شخص جمع  | خور      | –′ند  | خورند         |